# Synotis cordifolia
Synotis cordifolia là một loài thực vật có hoa trong họ Cúc. Loài này được Y.L.Chen miêu tả khoa học đầu tiên năm 1995.